# Carlo Cornaggia Medici Castiglioni
Carlo Ottavio Cornaggia Medici Castiglioni (Milano, 6 dicembre 1851 – Milano, 10 aprile 1935) è stato un nobile e politico italiano.